# José de Meneses
José de Meneses (1642 - Braga, 16 de fevereiro de 1696) foi um bispo português, tendo alcançado o lugar de arcebispo de Braga.
Era filho de D. Afonso de Meneses, mestre-sala de D. João IV de Portugal, e de D. Joana Manuela Magalhães e Meneses, senhora da Casa de Ponte da Barca.
Nasceu em 1642 e foi baptizado em 1 de Maio do mesmo ano.
Foi juiz desembargador da Relação do Porto; D. Prior de Guimarães; reitor e reformador da Universidade de Coimbra.
Foi designado bispo de Faro em 1 de Abril de 1680, bispo de Lamego em 14 de Maio de 1685 e, por fim, arcebispo em 22 de Maio de 1692 mas, agravando-se-lhe a gota, doença da qual padecia, só em Agosto de 1694 se deslocou para Braga para governar a Arquidiocese; antes disso foi convalescer para uma quinta da freguesia de Freiriz (Vila Verde) que tinha pertencido a seu pai e na altura já a um seu irmão. Só em Setembro de 1695, (encafuado numa liteira com as cortinas fechadas), diz Monsenhor Ferreira no Tomo III dos “Fastos”, conseguiu recolher-se ao paço, em Braga, donde não mais saiu até à sua morte, em Fevereiro do ano seguinte.
Jaz na Igreja de São Pedro de Rates, em sepultura rasa, com uma inscrição humilde.